# Посольство Аргентини в Україні
Посольство Аргентинської Республіки в Києві — офіційне дипломатичне представництво Республіки Аргентини в Україні, відповідає за розвиток та підтримання відносин між Аргентиною та Україною.

## Історія посольства
Аргентина перша країна американського континенту, яка визнала Українську Народну Республіку і встановила з нею дипломатичні відносини 5 лютого 1921 року. Посол Аргентини у Франції Марсело Торкуато де Альвеара поінформував керівника української делегації на Паризькій мирній конференції графа Михайла Тишкевича про визнання урядом Аргентини УНР, та передав лист іспанською мовою міністра закордонних справ та культів Аргентини Оноріо Пуейрредона очільнику української делегації на Паризькій мирній конференції від 31 березня 1921 р. про визнання його урядом УНР та додаток до цього листа – скриптурна завірена копія постанови уряду Республіки Аргентина від 5 лютого 1921 р. за підписами президента республіки Іполіто Іріґожена та в.о. міністра закордонних справ та культів Пабло Торельйо про визнання УНР державою вільною і незалежною. 
Після відновлення незалежності Україною 24 серпня 1991 року Аргентина визнала Україну 5 грудня 1991 року. 6 січня 1992 року між Україною та Аргентиною було встановлено дипломатичні відносини.. Аргентинське посольство в Україні відкрилося у травні 1993 року.
10 листопада 2015 року було відкрито Аргентинський Дім в Україні. У культурному центрі Аргентинський дім проводяться покази аргентинських фільмів, семінари, майстер-класи, виставки і конкурси на теми, пов'язані з культурою Аргентини, діє школа танго. У грудні 2015 року Аргентинський дім проводив Дні аргентинської культури у Києві.

## Структура посольства
- Посол
- Секретар Посольства
- Адміністративний аташе

## Посли Аргентини в Україні
1. Бакеріза Луїс (Luis Baquerisa) (1992—1999)
2. Мігель Анхель Кунео (Migel Angel Cuneo) (1999—2007)
3. Хорхе Даніель Абадес (Jorge Daniel Abades) (2007—2007)[7], Тимчасовий повірений у справах
4. Ліла Ролдан Васкес де Муан (Olga Lila Roldan Vazquez de Moine) (06.09.2007 — 28.12.2015)
5. Херман Ґуставо Домінґес (German Gustavo Dominguez) (29.12.2015 — 14.06.2016), Тимчасовий повірений у справах
6. Альберто Хосе Алонсо (Alberto José Alonso) (14.06.2016[8][9]- 11.12.2018)
7. Херман Ґуставо Домінґес (German Gustavo Dominguez) (26.12.2018 — 27.02.2019), Тимчасовий повірений у справах
8. Елена Летісія Тереса Мікусінскі (Elena Leticia Teresa Mikusinski) (31.01.2019)[10]